# 2020 في سلوفينيا
الأحداث في عام 2020 في سلوفينيا.

## الحكم
- الرئيس : بوروت باهور
- رئيس الوزراء : مرجان جاريك (حتى 13 مارس) يانيز يانشا (من 13 مارس)

## الأحداث

### يناير
27 يناير - استقالة رئيس الوزراء الحالي مرجان شاريك بسبب عدم كفاءة حكومة الأقلية التي ينتمي إليها ودعا لإجراء انتخابات مبكرة.

### مارس

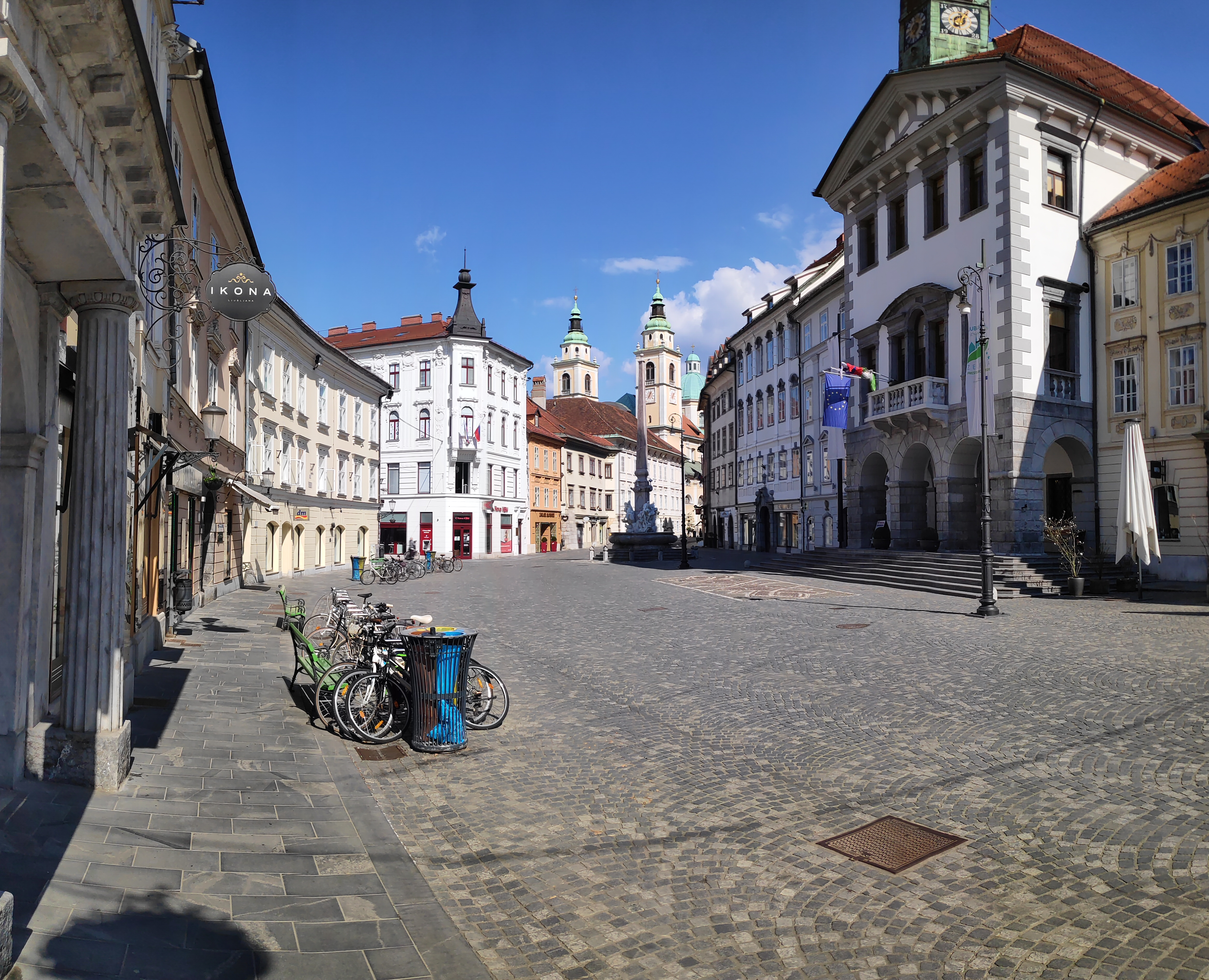
ساحة البلدة القديمة الفارغة في ليوبليانا في 18 مارس، بعد إعلان وباء كوفيد-19 قبل أسبوع

- مارس - تم اكتشاف أول حالة فاكتشافيروس كورونا في البلاد.[2][3]
- 12 مارس - تعلن الحكومة بالنيابة رسميًا عن تفشي وباء وتفعيل خطة الاستجابة الوطنية للطوارئ ردًا على انتشار جائحة فيروس كورونا.[4]
- 13 مارس - اكدت الجمعية الوطنية التحالف الذي تم تشكيله حديثا بقيادة رئيس الوزراء يانيز جانشا ، وأدى اليمين باسم الحكومة الرابعة عشرة لسلوفينيا .[5]
- 16 مارس - تم إغلاق جميع المؤسسات التعليمية في البلاد للحد من انتشار كورونا.[6]
- 30 مارس - تم حظر جميع التجمعات العامة، وتقتصر الحركة على بلدية الإقامة (مع بعض الاستثناءات).[7]

### أبريل
- 18 أبريل - بدأت الحكومة في تخفيف القيود المفروضة على الحركة بسبب انخفاض عدد حالات كورونا، مع رفع الحظر الأكثر صرامة في 30 أبريل.[8][9]

### مايو
- 2 مايو
  - لم يتم اكتشاف أي إصابات جديدة بفيروس كورونا لأول مرة منذ تفشي الوباء في 4 مارس.[10]
  - نظم الآلاف من المتظاهرين على دراجات هوائية احتجاجاً على الحكومة في ليوبليانا بسبب مزاعم بالفساد وسوء إدارة الاستجابة لوباء كورونا.[11]
- 15 مايو - أصبحت سلوفينيا أول دولة أوروبية ترفع الإعلان عن وباء كورونا (ساري المفعول في 31 مايو), ولكن لا تزال هناك عدة قيود.[12][13]

### سبتمبر
- 3 سبتمبر - بعد عدة تأخيرات، تم نقل أول أقمار صناعية صنعت في سلوفينيا, Nemo HD و Trisat, بنجاح إلى الفضاء بواسطة مركبة الإطلاق فيغا.[14]
- 20 سبتمبر - فاز الدراج السلوفيني تادي بوجار بسباق فرنسا للدراجات 2020, فيما احتل بريمو روغيليتش المركز الثاني.[15]

### أكتوبر
- 19 أكتوبر - أعلنت الحكومة تفشي وباء كوفيد-19 مرة أخرى استجابة للعدد المتزايد من الحالات المؤكدة منذ سبتمبر، وفرضت حظر تجول من الساعة 9 مساءً حتى الساعة 6 صباحاً وتحد من التجمعات العامة والشركات.[16]
- 27 أكتوبر - للحد من انتشار COVID-19, تم تقييد حركة المواطنين مرة أخرى على بلدية الإقامة، على الرغم من وجود قائمة أكثر شمولاً من الاستثناءات.[17]

### ديسمبر
- 27 ديسمبر - بدأ التطعيم الجماعي ضد كوفيد-19 بلقاح Pfizer – توزيناميران, في نفس الوقت مثل معظم دول الاتحاد الأوروبي الأخرى.[18]

## الوفيات
- 31 يناير - يانيز ستانوفنيك, خبير اقتصادي وسياسي (مواليد 1922)[19]
- 18 مارس - بيتر موسيفسكي, ممثل (مواليد 1965)[20]
- 11 أبريل - ألوج أوران, مطران كاثوليكي روماني (مواليد 1945)[21]
- 17 مايو - ألكساندرة كورنهاوزر فريزر, كيميائي (مواليد 1926)[22]
- 18 مايو - ماركو إلسنر ، لاعب كرة قدم (مواليد 1960)[23]
- 1 يونيو - يانيز كوجيجانتشيتش, سياسي ومحامي (مواليد 1941)[24]
- 8 نوفمبر - ميرو ستيرواج, لاعب بولينج ذو 9 أسنان ورجل أعمال وسياسي (مواليد 1933)[25]
- 14 نوفمبر - پيتير فلورجانسيك, مخترع ورياضي (مواليد 1919).[26]
- 21 نوفمبر - جوزيف سميج، مطران الروم الكاثوليك (مواليد 1922)[27]